# Ружбеляк (Шорсолинское сельское поселение)
Ружбеляк (мар. Рушплак) — деревня в Куженерском районе Республики Марий Эл. Входит в состав Шорсолинского сельского поселения.

## География
Находится в северо-восточной части республики Марий Эл на расстоянии приблизительно 9 км на восток от районного центра посёлка Куженер.

## История
Упоминается с 1874 года, когда она состояла из 30 дворов и имела население 192 человека. Известно было старое название деревни — Шургиял. В 1932 году в деревне проживал 181 человек, в 1933 году 267. В 1943 году в деревне было 40 дворов, 154 жителя, в 1960 году 42 двора и 206 жителей. В 1970—1980-е годы активно велось производственное строительство в деревне Шорсола — центральной усадьбе совхоза «Маяк». По этой причине некоторые производственные объекты в деревне Ружбеляк стали пустовать, а потом и приходить в негодность. Население стало сокращаться. В советское время работали колхозы «Нолька», им. Калинина и совхоз «Маяк».

## Население
Население составляло 170 человек (мари 98 %) в 2002 году, 163 в 2010.